# دياسبور
الدياسبور (أو الدياسبوريت) هو معدن أكسيدي من أكسيد هيدروكسيد الألومنيوم، صيغته α-AlO(OH)، وهو يتبلور وفق نظام بلوري معيني قائم.
يعد هذا المعدن من مكونات خام البوكسيت.
يشتق اسم هذا المعدن من الإغريقية διασπείρειν بمعنى مبعثر.